# Rock Me (ABBA-dal)
A Rock Me című dal a svéd ABBA 1974-ben felvett dala, mely a csapat ABBA című nagylemezén található. A dalt kislemezen 1976-ban jelentették meg először.
A dal önálló kislemezen nem jelent meg, csupán az 1975-ös I Do, I Do, I Do, I Do, I Do című kislemez B oldalán volt hallható.
A dalt szintén kiadták Jugoszláviában is 1975 júniusában, majd a csapat Greatest Hits Vol. 2 című válogatás lemezén is megjelent. Ez volt az egyetlen olyan dal, melyet eredetileg nem 1976 és 1979 között rögzítettek, holott a válogatásalbum 1979-ben jelent meg. A dal az ABBA: The Movie című 1977-ben készült Ausztrál koncert turnén is elhangzott, valamint a Mamma Mia! című filmben is szerepel.

## Megjelenések
7"  Franciaország Vogue – 45. X. 12 077 
- A	I Do, I Do, I Do, I Do, I Do 3:15
- B	Rock Me 3:05

## Feldolgozások
- Brendon Dunning brit énekes saját változatát rögzítette 1977-ben, mely nem volt túl sikeres.
- A német E-Rotic 1997-es Thank You For The Music című albumán is megjelent a dal.[3]
- Az ausztrál Audioscam nevű rock zenekar saját változatát 2008-ban rögzítette Abbattack című albumára. A dal hallható a csapat Myspace oldalán is.